# Tour du Haut-Var 1991
Il Tour du Haut-Var 1991, ventitreesima edizione della corsa e valida come evento del circuito UCI categoria 1.2, si svolse il 23 febbraio 1991, su un percorso di circa 198 km. Fu vinto dal francese Éric Caritoux che terminò la gara con il tempo di 5h23'50", alla media di 36,686 km/h.
Al traguardo 125 ciclisti portarono a termine il percorso.

## Ordine d'arrivo (Top 10)
| Pos. | Corridore           | Squadra   | Tempo    |
| ---- | ------------------- | --------- | -------- |
| 1    | Éric Caritoux       | R.M.O.    | 5h23'50" |
| 2    | Étienne De Wilde    | Sigma     | s.t.     |
| 3    | Wim Van Eynde       | Lotto     | s.t.     |
| 4    | Christophe Lavainne | Castorama | s.t.     |
| 5    | Dominique Arnould   | Castorama | s.t.     |
| 6    | Yvon Madiot         | R.M.O.    | a 10"    |
| 7    | Gérard Rué          | Helvetia  | s.t.     |
| 8    | Luc Roosen          | Tulip     | a 17"    |
| 9    | Kai Hundertmarck    | Sigma     | a 51"    |
| 10   | Richard Virenque    | R.M.O.    | s.t.     |